# Майданович Тетяна Василівна
Те́тяна Ва́силівна Ма́йданович (нар. 18 квітня 1957, с. Андрієвичі, Ємільчинського району, Житомирської області) — українська поетеса і прозаїк, літературознавець, мовознавець, теолог, дитяча письменниця і богослов, редактор-видавець. Член НСПУ (з 31.05.1979).

## Життєпис
Тетяна Василівна Майданович народилася 18 квітня 1957 року в селі Андрієвичі на Житомирщині, в селянській сім'ї. У 1990 році закінчила філологічний факультет Київського державного університету ім. Т. Г. Шевченка та згодом аспірантуру Інституту мовознавства ім. О. О. Потебні.
Свій трудовий шлях розпочинала оптиком на заводі, далі працювала вихователькою дитячого садка, літературним консультантом газети «Молода гвардія», науковим співробітником Інституту української мови НАН України, заступником головного редактора. Нині — головний редактор, заступник директора видавництва «Криниця».
У творчому доробку Тетяни Майданович вже понад десяток поетичних збірок та прозових книжок, сповнених любові до людей, до рідної мови, Батьківщини, а саме: «Завжди зі мною» (1983), «Насіння диких трав», «Золотий пісок» (1988), а також видання у співавторстві зі схимонахинею Єкатериною (Київською) «Відверта розмова. Духовна правда про людську душу» (2006), в тому числі для дітей. А також співавтор науково-популярного видання "Духовна скарбниця. Святе Письмо про сучасність і майбутнє світу (2004), літературний редактор збірника «Багатобарвне Літо», співупорядниця збірника афоризмів із творів Тараса Шевченка «Шевченкова криниця» та автор досліджень з історії української літературної мови на матеріалі проповідей XVII століття. У газеті «Літературна Україна» (2005), надруковано поему «Жовтогаряче Небо». У періодиці, в колективних збірниках друкувалися також численні літературознавчі, богословські та публіцистичні статті. Перебувала на творчій роботі (1983—1990).
Щоправда, був у поетеси і певний період творчого «мовчання» у другій половині 1990-х років. Проте, як дуже слушно зауважила Наталія Рибак, яка писала звіт про літературний вечір Тетяни Майданович у Львівській Богословській Академії восени 2000-го року, це були роки "мовчання, однак навчання, сповненого творчих пошуків і акумуляції духовної енергії, глибокого «іспиту совісті». Сама поетеса сказала на тому вечорі, що їй потрібна була ця пауза, щоби вийти з неї оновленою душевно, хоча дуже боляче було мовчати, не маючи співрозмовника. Підсумком цього періоду став вірш «Мовчання». Тут одразу потрібно уточнити — підсумком цього десятиліття стали одразу дві книги: збірка надзвичайно хвилюючих поезій під назвою «Покаянна молитва», а також лірична поема «Христос і Прометей» — монументальний філософський твір, несподіваний у трактуванні вже добре усталеного в літературі образу Прометея. Сама ж форма поеми не стала несподіванкою у творчості Тетяни Майданович, бо в цьому жанрі поетеса працює з перших своїх кроків у літературі — ще Тамара Коломієць у передмові до її першої збірки писала, що «авторка опанувала поетичну форму, вільно володіє верлібром і римованим віршем, даючи зразки і поетичної мініатюри, і сонета, і сюжетної поеми, за яку так несміло беруться молоді». Тож у її творчому доробку вже були поеми «Біля витоків», «Поема танцю», «Тисяча відьом і тисяча журавлів», «Фіалки і дерева», «Білі лелеки» та ін. [Архівовано 29 вересня 2020 у Wayback Machine.]

## Відзнаки
За історично вивірені, морально-естетичні та високоемоційні поезії, які важливі для формування, збагачення патріотичного світогляду як у дітей, так і в дорослих в книгах «Охоронниця Слова. Казки і казкові історії» та «Країна Українія» авторка Тетяна Майданович, видавництвом «Криниця» та творчим об'єднанням дитячих письменників Київської організації Національної спілки письменників України висунута на присудження премії Кабінету Міністрів України імені Лесі Українки за твори для дітей та юнацтва за 2017 рік.

## Творча спрямованість
Творчий доробок поділяють на два періоди, що близькі за художньо-естетичним спрямуванням, за зв'язком із народно-розмовною українською традицією і багатовіковою історією, увагою до глибин емоційної сфери людини, але мають досить відмітне тематичне наповнення. Якщо перший характеризується зверненням до загально-людських гуманістичних цінностей, то в другому — головним напрямом творчих пошуків стало формування християнського світогляду в ліричних героїв віршів та поем, увага до морально-ціннісних критеріїв, донесених святоотцівською духовною традицією як ближніх (19–20 ст.), так і перших віків християнства. У творчості підкреслені мотиви покаяння (особистості і народу) та пошуків «Миру з Богом людині», — теми, які актуально розробляли у староукраїнській літературі до 17 ст., але нині не знаходять відгуку в суспільстві, яке переживає епоху Нової Руїни.
Вона автор численних книжок для дорослих та дітей, відомий український  поет-філософ, поет-пісняр, адже понад 40 її віршів покладено на музику, яка своїм зрілим художнім словом плекає неповторний, багатий, незрівнянний світ України, з його особливою духовною принадою та красою. Однією з особливих книг в творчості  Тетяни Василівни стала книга «Калиновий птах» — пісенник з віршами і музикою до них, створений у співпраці з композитором, вчителькою за фахом, Людмилою Левченко (Бутухановою). Її розділи — неначе  окремі книги для читачів різних поколінь — від наймолодших до найстарших. Цю пісенно-поетичну книгу Тетяни Майданович, найпершими отримали лауреати дитячого конкурсу «Шевченко в моєму серці» «Шевченківського фонду — ХХІ століття» — саме в день її  виходу у світ у видавництві «Криниця».
Прозова збірка «Охоронниця слова. Казки і казкові історії» - це  відверта розмова про віковічні моральні цінності народних казок, що заохочують до праці, вчать бути відповідальними, не байдужими  та милосердними. Казкові пригоди у цій книжці тісно пов'язані з реальним життям, із щоденними турботами і радощами дітей та дорослих, з їхніми сердечними бажаннями. Казки вчать берегти рідну природу, шанувати народні звичаї, рости працьовитими і справедливими. А головне — бути відповідальними за свої слова і вчинки.
Поетична збірка «Країна Українія», адресована дошкільнятам і школярам, а також педагогам та вихователям. Це книга про дітей і для дітей. Сюжети віршів приваблюють своєю життєвою правдою, яка у почуттях, вчинках, подіях своєрідно поєднана із казковістю. Тематика їх різноманітна: рідна Батьківщина, її історія, природа, життя дітей, розмова про любов до праці та високі людські якості. У ній є гра і мудра розмова, гумор і серйозність, легкість і глибина. Книга допомагає юним читачам відкривати світ, що оточує, веде дбайливо стежиною життя, даруючи довірливо важливі підказки.
Ця книжка є чудовим творчим посібником для навчання на уроках рідної мови, літератури, навіть історії України або й для співу, а чи для позакласних заходів.
Тетяна Майданович є  дивовижно добрим і чутливим автором, яка своїми простими, доступними і водночас високохудожніми творами прищеплює дітям та дорослим любов та особливу ніжність до свого рідного — українського. Як говорить сама авторка, вона сповнена  великого бажання і натхнення сказати щось найдорожче, найважливіше через слово та малюнок — дитині й світу.

### Інше
Чимало віршів Майданович поклали на музику Л. Левченко (Бутуханова), І. Пустовий та ін. композитори. У мовознавчому видавництві опубліковано дослідження з історії української літературної мови на матеріалі проповідей 17 ст., у ЗМІ, часописах, збірниках — також літературознавчі, публіцистичні та богословські статті. Авторка низки передмов та післямов до книг, що побачили світ у вид-ві «Криниця» («Непрочитаний Тарас Шевченко» // «Шевченкова Криниця: Збірник афоризмів із творів Т. Г. Шевченка», 2003; «Взяв би я бандуру…» // «Пісенний вінок: Українські народні пісні», 2005; «Легенда українського кохання» // Луценко Д. О. «Усе любов'ю зміряне до дна», 2005) тощо.

## Цитати
Поетеса про «Охоронницю слова. Казки і казкові історії» на зустрічі з читачами:
Ця книжка для мене дуже дорога. Я писала її усе життя, починаючи зі школи. Слухала мамині казки, а потім складала їх сама і мріяла видати для дітей. І ось нарешті ця мрія здійснилася!".
Я не мала права кидати видавництво, потрібно було видати багато важливих книг чудових авторів, я — філолог, моє покликання — слово.
Для мене сталося дивне повернення на зовсім іншому рівні у світ дитячої літератури. Бо бути мамою і бабусею (старшою мамою) — дві великі різниці, як жартують в Одесі. Ми це добре відчули з моєю свахою, вона казала: «Ну от дітей любили. Але я не уявляла, що можна когось ще більше любити». Так, ця нова любов переповнює і підносить над землею, і вона більш духовна, це — якесь чарівне спілкування, в якому розростається особлива краса і великий зміст. Перехід у цю нову якість потребує набагато більших духовних зусиль, адже потрібно шукати-будувати зв'язок-місток з єством дитини, її характером, нести їй найкраще, зацікавлювати, пояснювати, тобто треба над своєю душею нескінченно працювати, аби душу малечі пробуджувати. У бабусь і дідусів особливе призначення: ми несемо родову пам'ять, ми — носії духу етносу. Тато і мама більше дбають, аби нагодувати, одягти, а ми думаємо про те, як донести найкраще, що ми пережили. Тому так важливі розмови: вдома, в парку, на вулиці, коли ти малечу з усім знайомиш, пояснюєш. Зрозуміло, що чимало віршів народжуються від прямого спілкування, наприклад, «Дівчинка і клен», «Левенятко», «Їжачок-килимок», «Я гуляла у саду».

## Поезії
- Майданович Т. В. Голубий кришталь: поезії. — Київ: Молодь, 1980. — 54 с.
- Майданович Т. В. Квітневий дощ: вірші / Т. В. Майданович; худож. І. Зубковська-Скаканді. — Київ: Веселка, 1985 — 20 с.
- Майданович Т. В. Калина цвіте пізно: казки / Т. В. Майданович; худож. В. Ігнатов. — Київ: Веселка, 1990. — 48 с. — ISBN 5-301-00747-5.
- Майданович Т. В. Христос і Прометей: лірична поема. — К.: Криниця, 1999. — 237 с.
- Майданович Т. В. Покаянна молитва: поезія. — К.: Криниця, 2000. — 152 с.
- Майданович Т. В. Калиновий птах: поезії і пісні з нотами. — К.: Криниця, 2006. — 168 с. — ISBN 966-7575-77-2.
- Майданович Т. В. Волошкою світись: поезія // Літературна Україна. — 2007. — 19 квітня (№ 15). — С. 5.
- Майданович Т. В. Небо над Україною: поезія // Слово Просвіти. — 2015. — № 44. — С. 2.
- Майданович Т. В. Охоронниця слова: казки і казкові історії: для старшого дошкільного і молодшого шкільного віку. — К.: Криниця, 2013. — 280 с. — ISBN 978-966-243-41-70.
- Майданович Т. В. Країна Українія: вірші для дітей / Т. В. Майданович; передм. Л. І. Андрієвський; худож. І. Е. Хомчак. — Київ: Кристал Бук, 2016. — 120 с. — ISBN 978-966-2434-34-7.
- Майданович Т. В. Благодатний вогонь: поезія // Літературна Україна. — 2017. — 13 квітня. — С. 10.

## Визнання
Письменник Анатолій Качан, лауреат премії ім. Лесі Українки, так охарактеризував книжку «Охоронниця слова. Казки і казкові історії»:
Такі видання — подарунок і для дітей, і для дорослих. Вихід у світ книжки Майданович — непересічна подія у сучасній дитячій літературі. Казка ніколи не втратить свого значення, до того ж у Тетяни Майданович вона пов'язана з сучасністю. У казках Майданович дитина знаходить опору для себе, свою дорогу в житті.
Народний художник України, лауреат Національної премії України імені Тараса Шевченка, знаний в Україні художник книги, підкреслював, що
…цю книжку можна назвати справжнім «дитячим гімном України», настільки цілісно авторка подає модель рідної країни, з різними відтінками барв почуттів та вражень у щоденному житті.
Книги «Охоронниця слова» і «Країна Українія» Тетяни Майданович, на мою думку, будуть стояти в першому ряду найвидатніших творів сучасної української дитячої літератури.
— написав заслужений діяч мистецтв України, заслужений діяч Польської культури, голова творчого об'єднання поетів КО НСПУ Станіслав Шевченко.

Володимир Забаштанський, зокрема, писав:
Протягом останніх років уважно стежу за публікаціями в періодичній пресі талановитої молодої поетеси Тетяни Майданович. Щирі, емоційно напружені, життєво правдиві поезії цієї авторки помітно вирізняють її серед літературного покоління наймолодшого призову.
Платон Воронько також наголошував, що
Тетяна Майданович — яскраво обдарована молода поетеса. Перша її збірка поезій «Голубий кришталь» говорить про те, що в нашу літературу вступає людина, якій широко відкритий довколишній світ, своєрідне бачення того світу вона майстерно передає в поетичних образах з глибоким емоційним підтекстом.
А Тамара Коломієць про збірку дебютантки відгукувалася так:
З цією тепер уже книжечкою я була знайома, коли це ще був рукопис… До віршів, зібраних там, я з великим задоволенням писала передмову. Привабив мене доробок молодої авторки саме реальністю відтвореного світу, напрочуд прозорими і теплими рядками… Маємо всі підстави чекати від неї нових, свіжих, значимих творів.
Микола Горбаль, зокрема, писав:
Тетяна Майданович відкрила у собі дар освячувати те, що видається нам невиразним і звичним. У тому й справжність поета — бачити світ не очима обивателя, а очима Творця.